# Ptilotus obovatus
Espèce
Ptilotus obovatus est une espèce de plantes sauvages de la famille des Amaranthaceae, endémique des régions les plus sèches de l'Australie continentale.
C'est un buisson pouvant atteindre 1,4 m de hauteur. Les feuilles ovales ou lancéolées font 1 à 4 cm de long. Les fleurs roses, blanches ou grises apparaissant de juin à décembre.